# Metopa colliei
Metopa colliei är en kräftdjursart som beskrevs av Gurjanova 1948. Metopa colliei ingår i släktet Metopa och familjen Stenothoidae. Inga underarter finns listade i Catalogue of Life.